# Ciclo CNO

Diagrama del ciclo CNO.

El ciclo CNO (carbono-nitrógeno-oxígeno), también llamado ciclo Bethe-Weizsäcker a nombre de sus descubridores, es una de las 2 reacciones nucleares de fusión por las que las estrellas convierten hidrógeno en helio, siendo la otra la cadena protón-protón.
Aunque la cadena protón-protón es más importante en las estrellas de la masa del Sol o menor, los modelos teóricos muestran que el ciclo CNO es la fuente de energía dominante en las estrellas más masivas. El proceso CNO fue propuesto en 1938 por Hans Bethe.

 
Modelo: 126C donde 12 es el número másico y 6 es el número de protones.
Las reacciones del ciclo CNO son: 

| 126C + 1H | → | 137N + γ       | +1,95 MeV |
| 137N      | → | 136C + e+ + νe | +1,37 MeV |
| 136C + 1H | → | 147N + γ       | +7,54 MeV |
| 147N + 1H | → | 158O + γ       | +7,35 MeV |
| 158O      | → | 157N + e+ + νe | +1,86 MeV |

Rama 1 (99,96 % de todos las reacciones):

| 157N + 1H | → | 126C + 42He | +4,96 MeV |

El resultado neto del ciclo es la fusión de cuatro protones en una partícula alfa y dos positrones y dos neutrinos, liberando energía en forma de rayos gamma. Los núcleos de carbono, oxígeno y nitrógeno sirven como catalizadores y se regeneran en el proceso.
Hay una versión poco importante de la reacción, que ocurre solo un 0,04% de las veces, en la que la reacción final de arriba no produce 12C y 4He, sino 16O y un fotón, y continúa así:
Rama 2 (0,04 % de todos las reacciones):

| 157N + 1H | → | 168O + γ      |
| 168O + 1H | → | 179F + γ      |
| 179F      | → | 178O+ e+ + νe |
| 178O + 1H | → | 147N + 42He   |

Como con el carbono, nitrógeno y oxígeno implicados en la reacción principal, el flúor producido en la rama secundaria es meramente catalítico y en estado estacionario no se acumula en la estrella.
Aunque el número total de núcleos "catalíticos" del CNO se conserva durante el ciclo, durante la evolución estelar se alteran las proporciones relativas de los núcleos. Cuando el ciclo llega al equilibrio, la proporción de núcleos de 12C/13C llega a 3,5, y el 14N se convierte en el núcleo más numeroso, sin importar la composición inicial. Durante la evolución de una estrella, episodios de mezcla convectiva llevan material sobre el que ha operado el ciclo CNO desde el interior de la estrella hasta la superficie, alterando la composición observada de la estrella. Se observa que las gigantes rojas tienen proporciones menores de 12C/13C y 12C/14N que las estrellas de la secuencia principal, algo que se considera como una prueba de la generación de energía nuclear en las estrellas por fusión del hidrógeno.